# Šćepanje
Šćepanje is een plaats in de gemeente Breznički Hum in de Kroatische provincie Varaždin. De plaats telt 405 inwoners (2001).